# Agip Abruzzo
L'Agip Abruzzo è stata una petroliera appartenente alla flotta navale della SNAM, società appartenente al gruppo ENI.
L'unità faceva parte di una serie di navi, ordinate dalla SNAM all'Italcantieri, comprendente anche Agip Lazio, Agip Marche, Agip Campania e Agip Napoli.

## Storia
Venne impostata nei cantieri navali di Monfalcone nel 1976 e consegnata nel 1977 per il servizio di trasporto del greggio. Venne sottoposta a lavori di ristrutturazione nel 1987 a Genova, che comportarono un accorciamento a 267,58 metri e una riduzione della stazza a 98.545,00 tonnellate. Nel 1991 la nave fu coinvolta nel tragico disastro della collisione con la motonave Moby Prince e nel conseguente incendio. Avendo riportato gravi danni ed essendo antieconomica la riparazione, l'unità fu avviata alla demolizione. Durante il trasferimento verso il cantiere di demolizione, in scalo a Las Palmas, il 3 novembre 1991, le fu cambiato nome in Zeus. Venne demolita nel gennaio 1992 a Gadani in Pakistan.

## L'incidente di Livorno
La sera del 10 aprile 1991, mentre era alla fonda nella rada di Livorno, la nave fu coinvolta nella collisione con il traghetto Moby Prince, diretto a Olbia, appartenente alla società Navarma, in un disastro marittimo in cui morirono 140 persone, tutte imbarcate sul Moby Prince.
L'incidente è considerato il più grave nella storia della marina mercantile italiana dal secondo dopoguerra; ancora oggi non è stato possibile fare luce sulle cause che hanno portato alla tragica collisione.

### Risarcimenti
Per l'accaduto, la SNAM fu condannata a risarcire le vittime del disastro ed il terzo ufficiale di coperta della petroliera Agip Abruzzo fu condannato per non aver utilizzato il radar in condizioni di visibilità che lo avrebbero reso necessario.